# 本克
本克，是匈牙利索博尔奇-索特马尔-贝拉格州所辖的一个村。总面积8.50平方公里，总人口449，人口密度52.8人/平方公里（2011年1月1日）。